# Karama Has No Walls
Karama Has No Walls é um documentário britânico de 2013 dirigido e produzido por Sara Ishaq sobre a Revolução Iemenita. Lançado em outubro de 2012, concorreu ao Oscar 2014 na categoria de Melhor Documentário em Curta-metragem.